# Belfast Child
Belfast Child pjesma je škotskog sastava Simple Minds. Objavljena je prvi put 1989. na EP-u Ballad of the Streets EP zajedno s pjesmom Mandela Day, a kasnije na albumu Street Fighting Years. 
Glazba jesma je utemeljena na irskoj narodnoj pjesmi She Moved Through the Fair. Tekst pjesme su napisali članovi sastava i govori o Sjevernoirskom sukobu. Pjesma je napisana poslije bombaškog atentata u Enniskillenu. Singl se popeo na vrh britanske ljestvice u veljači 1989., i to je bilo prvi put da se pjesma sastava Simple Minds penje na vrh ljestvice. Singl je također bio na prvom mjestu u Irskoj i Nizozemskoj a i uspješnica u velikom broju drugih država. 
Belfast Child je pjesma koja se najduže zadržala na vrhu britanske ljestvice još od pjesme Hey Jude.